# Leonidas Yerovi
Sergio Nicolás Leonidas Yerovi Douat (Lima, 9 de septiembre de 1881-Lima, 15 de febrero de 1917) fue un poeta, dramaturgo y periodista peruano. A pesar de su prematura muerte, cuando aún no había cumplido los 36 años de edad, dejó una notable producción poética circunscrita al modernismo, aunque de espíritu criollo, y una muy celebrada obra teatral que le convierte en una de las figuras cumbres de la dramaturgia peruana de comienzos del siglo XX. Fue autodidacta. Solo llegó a la educación secundaria. Nunca tuvo un empleo público, ni vivió de rentas propias ni tuvo negocios. Toda su vida la dedicó al periodismo y a la literatura. Colaboró en muchas publicaciones, entre ella el diario La Prensa de Lima, siendo sus columnas las más leídas del público. Fundó revistas, entre ellas Monos y Monadas, de humor político, que reproducía caricaturas de Abraham Valdelomar y Julio Málaga Grenet. Fue de los primeros que en el Perú hicieron del oficio de las letras una auténtica labor profesional. Murió asesinado frente al local del diario La Prensa, por obra de un ciudadano chileno, a consecuencia de una rivalidad amorosa.

## Biografía
Hijo de Agustín Leonidas Yerovi Orejuela (médico, político y escultor ecuatoriano) y de Juana Douat Bacon (dama uruguaya). Nació en la calle Bravo del Cercado (actual cuadra dos del jirón Conchucos, en Barrios Altos) y fue bautizado en la Iglesia de San Pedro con los nombres de Sergio Nicolás Leonidas. Su padre lo abandonó y de su crianza se encargaron su madre y sus abuelos maternos.
Cursó su educación primaria en el Instituto Peruano-Franco-Inglés y en el Liceo Carolino, y la secundaria en el Colegio Guadalupe. Era todavía muy joven cuando, debido al fallecimiento de su abuelo materno, debió encargarse de la manutención de su familia. Empezó trabajando como vendedor de géneros en un establecimiento comercial.
Se inició tempranamente en el periodismo, debido a la facilidad con la que componía versos y prosas festivas, las mismas que fueron publicados por primera vez en la revista satírica Fray K. Bezón (1901). Así se hizo conocido y no tardó en ser requerido por otros diarios y revistas limeños. Colaboró en el semanario Actualidades (1903-1907) y en el diario La Prensa (1903-1917) del que fue periodista fundador y donde hizo populares sus columnas «Crónicas alegres» y «Burla burlando».
Junto con el dibujante Julio Málaga Grenet fundó la revista Monos y Monadas, el 31 de diciembre de 1905, en la que colaboraron los más notables escritores y artistas del continente, y que dirigió a lo largo de 108 ediciones, hasta diciembre de 1907. Setenta años después renacería, esta vez bajo la dirección de su nieto, Nicolás Yerovi.
También fundó los semanarios ¿Está Ud. Bien? (1908) y Lléveme Ud. (1909). Colaboró además en el diario La Crónica (1912-1917) y en casi todas las revistas limeñas de su tiempo: Variedades (1908-1917), Gil Blas (1911), Don Lunes (1916), Ilustración Peruana (1911-1913), Balnearios (1911-1916) y Rigoletto (1916).

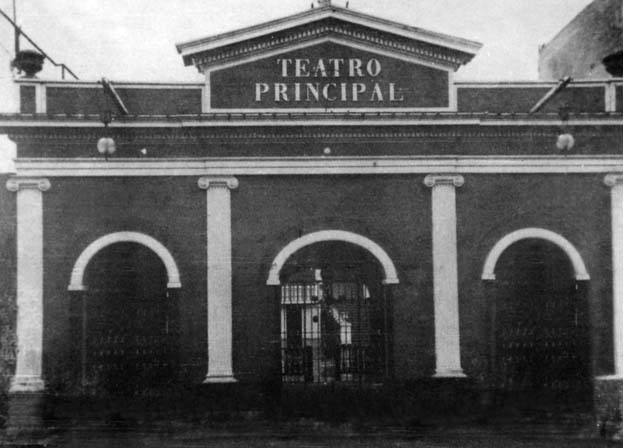
Fachada del Teatro principal de Lima, luego bautizado como Teatro Segura.

Simultánamente, incursionó en el arte dramático. El 9 de diciembre de 1903 estrenó su comedia en verso La de cuatro mil que fue un sonado éxito tanto de público como de la crítica, la que consideró a Yerovi como adalid del teatro nacional y heredero de la tradición costumbrista iniciada por Felipe Pardo y Aliaga y Manuel Ascencio Segura a principios de la República.
Yerovi continuó estrenando otras comedias, todas con igual éxito: Álbum Lima (1904), Tarjetas postales (1905), Domingo siete (1907), La salsa roja (1912) y La pícara suerte (1913).
En abril de 1914 viajó a Buenos Aires donde fundó el diario Crítica; asimismo, colaboró en la revista Caras y Caretas, logrando igualmente mucha acogida. También reestrenó La pícara suerte, y estrenó dos obras teatrales: La gente loca y La casa de tantos, que serían sus últimas comedias. Regresó a Lima al año siguiente y volvió a trabajar en el diario La Prensa como director literario.
Yerovi, que tenía el don de la simpatía, fue correspondido por las mujeres, sobre todo si eran actrices. Su pasión por la actriz española Ángela Argüelles le sería fatal. El arquitecto chileno Manuel José Sánchez, presa de los celos, pues también cortejaba a dicha artista, fue al local del diario La Prensa, en la calle Baquíjano (Jirón de la Unión), en busca de Yerovi. Éste se hallaba entonces componiendo un poema al rey Momo que se publicaría al día siguiente, pues era víspera de Carnavales. Enterado de la presencia del chileno, Yerovi salió a la calle para zanjar la disputa, y estando a pocos pasos de la puerta, dio un puñetazo en el rostro a Sánchez, quien reaccionó sacando su revólver y disparando cuatro tiros sobre Yerovi. Gravemente herido, Yerovi fue llevado por sus amigos en un automóvil al puesto asistencial de la Plaza San Marcelo donde, por la gravedad del caso, recomendaron que lo llevaran a la clínica Maison de Santé. Fue trasladado en camilla por las calles de Lima y la gente se sumó al cortejo al enterarse de que se trataba del poeta. Pero las heridas eran de gravedad y Yerovi falleció dos horas después en la clínica (15 de febrero de 1917).
La muerte sorprendió a Yerovi cuando hacia pocos meses había cumplido 35 años de edad. Los diarios de la época calcularon en no menos de 30 000 personas las que acompañaron el cortejo fúnebre, una manifestación de dolor nunca vista hasta entonces en el Perú en los funerales de un escritor. Esa ocasión fue aprovechada por Abraham Valdelomar, ya por entonces un escritor consagrado, para leer un poema en prosa sobre la emoción que le causó enterarse de la muerte del poeta, y que principiaba así: Yo vivo allá en Barranco junto al mar…. Lo anecdótico fue que gran parte del público no entendió el poema y se enojó con Valdelomar al creer que divagaba en medio de semejante tragedia.
El arquitecto Sánchez fue procesado y condenado en primera instancia a cinco años de encierro en la Penitenciaría de Lima. A su favor se abogó el carácter pendenciero y la embriaguez habitual de Yerovi. Se infirió, también, que el potente puñetazo que propinó Yerovi a Sánchez, fue el móvil para que este se ofuscara y usara su arma. Además, se señaló que los movimientos bruscos que sufrió el poeta en su traslado al hospital, por la calle y en camilla, así como todo el tiempo que tomó ese trajín, fue lo que aceleraron su muerte. Hubo, ciertamente, la sospecha verosímil de que si Yerovi hubiese sido atendido rápidamente, en el mismo lugar, por un cirujano traído de urgencia, tal vez se hubiera salvado. 
Debido a la apelación de la sentencia presentada por la madre del poeta, la señora Juana Douat, el proceso continuó en segunda instancia, durante el cual se desvirtuaron, por parte de testigos y amigos del poeta, las atenuantes esgrimidas por la defensa. El abogado de la familia Yerovi era Alberto Ulloa Sotomayor. Presionado por el clamor popular, el Tribunal Superior revocó la primera sentencia, aduciendo vicios en el proceso, y condenó a Sánchez a once años de prisión. Se dice que el chileno trabajó allí como cajista y movido por el arrepentimiento compuso los moldes tipográficos para la impresión del libro de poesías de su víctima.
Jorge Basadre cuenta que este proceso fue mencionado como un ejemplo de la inconveniencia de implantar los jurados en el sistema judicial peruano, pues demostraba que la presión de la opinión pública podía influir en las personas no especializadas al momento de dar veredictos.

## Descendencia
Leonidas Yerovi dejó cuatro hijos, entre ellos Leonidas Yerovi Douat, que fue también escritor y periodista; y Juana Yerovi Douat, que se dedicó a recopilar y ordenar la obra de su padre. Uno de sus nietos es Nicolás Yerovi, también escritor y humorista.

## Obras
La obra literaria de Yerovi es muy vasta: ocho comedias que estrenó en vida, e innumerables composiciones poéticas desperdigadas en periódicos y revistas, que fueron recopiladas pacientemente con posterioridad a su muerte. A todo ello se suma su producción periodística en prosa: artículos de costumbres, crónicas urbanas, comentarios de noticias internacionales, crítica literaria y notas policiales.

### Comedias
- La de cuatro mil (1901)
- Tarjetas postales (1905)
- Domingo siete (1906)
- Álbum Lima (1912)
- Salsa roja (1912)
- La pícara suerte (1914)
- Gente loca (1914)
- La casa de tantos (1917)

### Poesías
Dentro de su producción poética destacan los siguientes poemas:
- «Madrigalerías», poesía pícara que termina con dos versos de amargura burlona.
- «Mandolinata», versos de ingenuidad sencilla.
- «Horizontal», dedicado a una cortesana y que escandalizó a algunos.
- «Madama la luna», donde se encierra el presentimiento de su muerte, expresado con viril angustia.
- «Viajeros de ida y vuelta».
- «El Café de las Ghirantas», con influencia rubendariana.
- «Recóndita», soneto perfecto, joya infaltable en las antologías y que pronto fue convertido en la letra del vals «Amor de bohemio» (ver más adelante su texto completo).

Parte de su poesía, dispersa en diarios y revistas, fue recopilada en dos libros póstumos: Poesía lírica (1944), y Poemas festivos (1960).

### Obras completas
En enero del 2006 el Fondo Editorial del Congreso de la República del Perú publicó en Lima las obras completas de Leonidas Yerovi, en tres tomos. Dicha labor recopilatoria, muy ardua vista de la amplitud de la obra yeroviana, se pudo culminar gracias al trabajo de compilación de la hija del escritor, Juana Yerovi Douat y la edición y anotación de Marcel Velázquez Castro.

### Teatro restaurado
En el 2013, la nieta del poeta, Celeste Viale Yerovi, dramaturga también, junto con su hijo Mateo Chiarella, encontraron parte del material teatral perdido del autor publicado en 1917 por la Universidad Católica de Lima en un texto denominado «Leonidas Yerovi. Teatro Restaurado».

## Valoración como poeta
Yerovi fue considerado –entre otros, por Luis Alberto Sánchez y Raúl Porras Barrenechea– como representante del escritor criollo de la costa. Heredó la tradición de los letrilleros limeños (Larriva, Pardo y Aliaga y tantos otros) que supo combinar con los temas y gustos de los primeros años del siglo XX, bajo la influencia del modernismo. Se ha dicho que «criollizó» a Rubén Darío.
Destacó por su facilidad para la rima espontánea y circunstancial, pero abusó de esta cualidad, pues la necesidad le obligaba a componer a cambio de un pago, y es por ello que sus composiciones son de calidad desigual. Fue en su tiempo un poeta difundido y repetido, pero en sus obras jamás cayó en la vulgaridad, pudiendo ver con agudeza el aspecto humorístico y absurdo de la realidad. No llegó a emprender una obra poética orgánica.
Caricaturizó a los políticos civilistas, a los militares, a los funcionarios públicos, acompañando sus versadas con dibujos de Abraham Valdelomar y más tarde con los de Julio Málaga Grenet.  También aludió con sorna a otros tipos populares, como las muchachas casaderas.
La facilidad de la expresión surge en toda su producción poética, como se observa en estos versos de su «Mandolinata»:

Titina, tina tontina
la de la voz argentina
y el aliento de jazmín,
sal a tu ventana, ingrata,
y oye la mandolinata
que te doy en el jardín.

La influencia rubendariana se nota claramente en «Versos de Carnaval» y en «El Café de las Ghirantas», este último, sobre su impresión de la vida bonaerense de principios del siglo XX. Cuando falleció Rubén Darío en 1916, compuso una parodia elegíaca del famoso poema «Divagación» de dicho autor, donde hace llorar a la princesa Eulalia («la divina Eulalia, llora, llora»), contraponiendo así a los versos del maestro («la princesa Eulalia ríe, ríe, ríe»).
Hay también en varias de sus creaciones poéticas un gracioso lirismo erótico. Cantó al amor fugaz y versátil, similar al «ir y venir de una ola de mar» («Recóndita»), y celebró en dos sonetos la vida alegre de una cortesana («Horizontal»), lo que escandalizó a cierto público conservador.

## Valoración como dramaturgo
Siguiendo la vieja tradición comediógrafa limeña, que se remonta a los clásicos Pardo y Segura, Yerovi escribió ocho comedias festivas, que son una crítica a las costumbre de los limeños, pero hecha de una manera alegre y tierna. Todas ellas gozaron del aplauso unánime de la crítica y el público.
La primera de dichas comedias, titulada La de cuatro mil (1903), está ambientada en un solo escenario (un miserable cuartucho de una pensión limeña) y se organiza alrededor de un billete de lotería premiado y una pareja recién reconciliada que, tras numerosos malentendidos, logra superar las más disparatadas situaciones hasta alcanzar un final feliz. Esta obra ha sido calificada de innovadora y revolucionaria por parte de la crítica especializada.
Asimismo, estrenó con éxito Tarjetas postales (1905), Domingo siete (1906), La pícara suerte, Álbum Lima, Salsa roja (1912), Gente loca y La casa de tantos; las dos últimas estrenadas en Argentina (1914). Después de su muerte se estrenó en Lima La casa de tantos (1917), que escapando de la comedia ligera pretendía ser un drama de crítica social, con los defectos y errores de la sociedad peruana.
El grupo Ensayo, dirigido por Alberto Ísola, repuso en 1984 la comedia Salsa roja. El montaje fue un acontecimiento cultural que atrajo a un público numeroso, confirmando así la vigencia del teatro de Yerovi a casi 70 años de su muerte. En el 2005 se volvió a reponer la obra, a cargo esta vez de Iguana Talleres, bajo la dirección de Joaquín Vargas, también con notable éxito, lo que ocasionó que dicho montaje se presentara nuevamente en el año 2007, siendo la primera obra teatral presentada en el Teatro Mario Vargas Llosa de la Biblioteca Nacional al conmemorarse el primer año de funcionamiento de su nueva sede, y que fuera invitado a participar en Quito, Ecuador, al Encuentro Internacional de Maestros y Escuelas de Teatro de la Universidad Central del Ecuador, donde se presentó con gran acogida de público y especialistas de teatro de todo el mundo congregados en esta ciudad.

## Opinión de los críticos
Washington Delgado resume así el aporte de Yerovi a la literatura peruana:

Se podría decir que Yerovi vino a ser algo así como el vulgarizador del modernismo, el poeta que en el Perú puso al alcance de un vasto público lector de diarios y revistas ilustradas, las exquisiteces sonoras y las delicadezas imaginativas de la escuela rubendariana.
(Cf. Historia de la literatura republicana).

Ricardo González Vigil señala:

Autor de miles de versos, Yerovi no publicó ningún poemario en vida. Sus tribunas fueron las que también prefirieron Segura y Pardo: el periódico y el escenario. Tribunas que revelan su entrega plena al público, su identificación con los gustos y las inquietudes de las mayorías. El pueblo le correspondió ampliamente, hasta tornarlo el poeta más querido y festejado de 1903 a 1917. Chocano podía ser más admirado, ostentar una fama consagratoria a nivel internacional, pero no atraía a todas las clases sociales como lo lograba Yerovi, en una compenetración poeta-público que no se ha vuelto a repetir en nuestra literatura escrita
(Cf. Retablo de autores peruanos).

## «Recóndita»
"Como un ir y venir de ola de mar,
así quisiera ser en el querer:
dejar a una mujer para volver,
volver a otra mujer para empezar.

Golondrina de amor en anidar,
huir en cada Otoño del placer,
y en cada Primavera aparecer
con nuevas, tibias alas que brindar.

Esta… aquella. . . la otra. . . Confundir
de tantas dulces bocas el sabor,
y al terminar la ronda repetir . . .

y no saber jamás cuál es mejor . . .
Y, siempre ola de mar, ir a morir
en saber Dios qué playa del amor.